# 姫川あいり
姫川 あいり（ひめかわ あいり）は、日本の女性声優。アダルトゲームに声をあてている。

## 人物
- さくらテイルらじおにゲスト出演した際に「ありんこ」という愛称をつけてもらっている。「定着はしていないが可愛くて気に入ってる」とのこと。
- 雷を非常に苦手にしている。本物の雷の音や光はもちろん、アニメやゲーム、映画、テレビなどに出てくる雷も苦手とのこと。

## 出演作品

### ゲーム

#### 2008年
- FORTUNE ARTERIAL（東儀 白）[1]
- ふりフリ 〜ふつうのまいにちにわりこんできた、フシギなリンジンたちのおはなしおはなし〜（馬子＝フォン＝オストヴィント[2]、鹿子＝フォン＝オストヴィント[2]）
- ヨスガノソラ（倉永 梢）

#### 2009年
- 輝光翼戦記 天空のユミナ（ベリダディア＝エフェメラントソード）
- Princess Party 〜プリンセスパーティー〜（朝宮 夏奈）
- ANGEL MAGISTER（レオナ）
- ハルカナソラ（倉永 梢）
- さくらテイル（郁子・リビングストン）
- いちゃぷり! 〜お嬢さまとイチャラブえっちな毎日〜（天条院 こゆり）

#### 2010年
- 神楽学園記（秋月 小春）
- 輝光翼戦記 天空のユミナ -ForeverDreams-（ベリダディア＝エフェメラントソード）
- 神楽道中記 追加シナリオ vol.3（秋月 小春）[3]
- ねこ☆こい! 〜猫神さまとネコミミのたたり〜（桃野 真央）
- 撫子乱舞（最勝寺 千紗）
- 涼風のメルト -Where wishes are drawn to each other-（藤林 玲於奈）
- さくらのしっぽ 〜さくらテイルファンディスク〜（郁子・リビングストン）[4]

#### 2011年
- 黙って私のムコになれ!（桂木 小鳥）[5]
- めちゃ婚!（淡島　茜）
- キミとボクとエデンの林檎（葉瀬 七海）
- ジンコウガクエン（純）
- 舞風のメルト -Where leads to feeling destination-（藤林 玲於奈） [6]
- ネこグリ。〜ネクラと恋のグリモワァル〜（黒瓜 ミサ）[7]
- 君がいた季節（伊隅 まりか）[8]
- 輝光翼戦記 銀の刻のコロナ（ベリダディア＝エフェメラントソード）[9]

#### 2012年
- デカくてエッチな俺の姉（富士見野 はるか）[10]
- リア充催眠〜リアルが充実する催眠生活はじめました。〜（乃木坂 水輝）[11]
- 英雄*戦姫（クック）[12]
- イモウトノカタチ（美馬 千毬）[13]
- 僕の目の前で××される彼女（三上 晶）[14]
- 彼女はオレからはなれない（深山 紅葉）[15]

#### 2013年
- ミライセカイのプラネッタ（羽原 藍子）[16]
- 妹ぱらだいす!2 〜お兄ちゃんと５人の妹のも～っと!エッチしまくりな毎日〜（七瀬 桃花）[17]
- あかばんず〜リアルな世界で僕が君にできること〜（平田 蛍）[18]
- 幻創のイデア〜Oratorio_Phantasm_Historia〜（ひまわり）
- 魔法剣姫アークキャリバー 〜魔族降誕〜（アーク・レゾン（野乃塚 朔夜））[19]
- 魔導書の司書（ルナ・シュレンダー）[20]
- 星逢のプリズムギア（神埼 ルチル）[21]
- 百姓繚乱コナギいっき!〜人外魔姦伝〜（エル）[22]
- ツゴウノイイ家族（九々津 飛鳥）[23]
- 戦場のフォークロア ─亡国の騎士団─（アメリア・エイデンハート）[24]

#### 2014年
- 恋式マニュアル（羽白 あまね）[25]
- 少女教育（戸井玲野 花子）[26]
- 常夏姉妹サンド（山城 藍里）[27]
- 英雄*戦姫GOLD（クック）[28]
- 海空のフラグメンツ（睦月 ミソラ）[29]
- 天秤のLa DEA。戦女神MEMORIA（ラクチェ・プレイラン）[30]
- 巫女喰イ 〜魔手ノ黒箱〜（東堂 千歳）[31]
- にいなちゃん Lovely Life（橋本 にいな）[32]
- サツコイ〜悠久なる恋の歌〜（高階 郁美）[33]
- お兄ちゃん、右手の使用を禁止します!（妹尾 かえで）[34]
- 天精国取りセックス合戦!!（月城 那魅）[35]
- 七姫コレクション Princess Collection 〜美しき巨乳姫と人類最強の男〜（ルーチェ・フォシモド）[36]
- 悪堕ラビリンス-囚われ魔王と奈落の狂人-（シエスタ）[37]

#### 2015年
- 学園舞闘のフォークロア（月見 清音）[38]
- エロマッサージ師にハメられた巨乳JK姉妹 〜巧みな施術でダマされて、処女喪失＆ナカダシ＆トロ顔アクメ〜（三千院 梢）[39]
- イブニクル（グリグラ）[40]
- 神楽花莚譚（秩父 五月）[41]
- ランス03 リーザス陥落（悪魔 フェリス）[42]
- Gカップシスターズ! 〜妹だらけの搾乳学園祭〜（ひまり）[43]
- 剣聖機 アルファライド（ベリダディア）[44]
- ちんくる★ツインクル フェスティバル!（御手洗 雪）[45]
- ナデレボ!（椿 萌黄）[46]
- お兄ちゃん!! 射精の管理は妹に任せて!!（清水 愛菜）[47]

#### 2016年
- オトメ*ドメイン（大垣 ひなた）[48]
- 夏の魔女のパレード（アリサ・クロウリー）[49]
- カスタムメイド3D2 キャラクターパック 健康的でスポーティなボクっ娘（健康的でスポーティなボクっ娘）

#### 2017年
- 健全!変態生活のススメ（前園 千隼）
- D.C.III DreamDays 〜ダ・カーポIII〜 ドリームデイズ（美琴）
- 舐めプ!（前園 千隼）
- 巨乳ファンタジー3if（メデューサ）

#### 2018年
- ダンジョンタウンEX ～夜魔と淫魔の聖誕祭～（魔女ヘレーリオ）
- 神楽黎明記～小春の章～（秋月 小春）[50]
- 巨乳ファンタジー3if -アルテミスの矢・メデューサの願い-（メデューサ）

#### 2019年
- 甘獄 ～快楽更生プロジェクト～（楠 双葉）
- 俺のアレが神聖過ぎて重宝されるんだが!?（デイジー）
- 甘獄 ～快楽更生プロジェクト～（楠 双葉）
- ガールズ・ブック・メイカー -幸せのリブレット-（アンデルセン）
- 悪女の栄冠（小石川 花）
- 健全!変態公僕のツトメ（前園 千隼）

#### 2020年
- 死神娼館 ～ 宿屋の主人に転生して女冒険者にいろいろするRPG（女冒険者ファシィ）
- きらら★キララNTR 魔法少女は変わっていく…（十萌 きらら）
- 墓多DYINGZOMBIES ～Second Chance for BEAUTIFULLIVE～（山田 いちコ）
- ガールズ・ブック・メイカー -グリムと3人のお姫さま- 3（アンデルセン）

#### 2021年
- 極限痴漢特異点2 痴漢の証明 (粟田 泉那)
- 魔王城Re:ビルド!（シャウラ）

#### 2022年
- アネトモ (有馬 史乃亜[51])

#### 2023年
- 艶嬢学園 ～【炎上女子】を指導せよ！～ (秋葉 燈香)

#### 2024年
- 同級生2リメイク（加藤 みのり[52]）

#### 2025年
- 極限痴漢特異点NEO（粟田 泉那）

### ブラウザゲーム
- アナザーヒロイン（チロル）

### ソーシャルゲーム
- Lord of Walkure（マーシャ、アイオーン）[53]
- 大冒険!ゆけゆけ☆おさわりアイランド
- 超大冒険!ゆけゆけ☆おさわりアイランド
- ぼくらの放課後戦争! -AFTER SCHOOL WARS-（春日部エリー）[54]
- BALDR ACE（アオイ・スズカゼ）
- 星彩のアステルマキナ 開発中止（ファフニール、アルフィルク）[55]
- ふるーつふるきゅーと!（ブンタン、銀杏、タマリロ）
- 宝石姫 JEWEL PRINCESS（インペリアルトパーズ 、シャーマナイト、レピドライト）
- Gemini Seed（チュナ、ノーマ、プラリーネ、レイン）
- 超昂大戦 エスカレーションヒロインズ（五の魅琴マリエル / マリエル）[56]
- 巨乳ファンタジーバーストX（メデューサ[57]）

### アニメ
- 一緒にHしよっ♡〜辻すずらん編〜（辻 すずらん）
- いちごショコラふれーばー1（遠藤楓）
- 鋼鉄の魔女アンネローゼ
  - 01 魔女の従者（ミチコ＝フルーレティ）[58]
  - 02 窮地の魔女（ミチコ＝フルーレティ）[59]
- 妹ぱらだいす2
  - 上巻 ヒミツのヴァージンぶれいく❤（七瀬 桃花）[60]
  - 下巻 独り占め、ヴァージンぶれいく❤（七瀬 桃花）[61]
- デカくてエッチな俺の姉#1 朝霞姉さんの場合（富士見野 はるか）[26]
- 少女教育 稲垣紗衣編（戸井玲野花子）[62]

### CD
- ドラマCD FORTUNE ARTERIAL 〜through the season〜#1 - 5（東儀 白）
- キャラクターソングアルバム FORTUNE ARTERIAL feeling assort
- FORTUNE ARTERIAL キャラクターソングアルバム2 プロジェクトB
- DJCD オーガスト放送局 修智館学院出張生徒会Vol.1、3、5、6（東儀 白）

### 歌
- 空色キャンバス
  - 歌：東儀白
- 遥か未来へ
  - 歌：東儀白、東儀征一郎（鷹取玲）
- 白と桐葉のドキドキｖスイーツクッキング
  - 歌：東儀白、紅瀬桐葉（楠鈴音）
- きんつば らぶりーらいふ
  - 歌：東儀白
- 乙女◎ふぉーちゅん
  - 歌：FAヒロインズと小さなお母様
- 恋したら昨日までのキミは変わる（『デカくてエッチな俺の姉』主題歌）